# Hubert Alexander Maurits van Asch van Wijck (1879-1947)
Hubert Alexander Maurits van Asch van Wijck (Breda, 16 oktober 1879 - Doorn, 9 maart 1947) was een Nederlandse jonkheer en politicus.
Van Asch van Wijck was een deskundige op het gebied van de volksgezondheid (lid en secretaris van de Gezondheidsraad), die veertien jaar lid van de Eerste Kamer voor de ARP was. Hij was de zoon van het ARP-Kamerlid H.M.J. van Asch van Wijck. Hij was wethouder in Doorn en bestuurslid van diverse organisaties, onder meer op onderwijsgebied en op het terrein van de volksgezondheid. Daaruit viel een grote maatschappelijke betrokkenheid af te leiden.
Van Asch van Wijck was lid van de Gereformeerde Kerken in Nederland.
- Biografisch Portaal: 10968503
- Parlement.com: vg09lkxirqqb